# Dirhinus neotropicus
Dirhinus neotropicus är en stekelart som beskrevs av Embrik Strand 1911. Dirhinus neotropicus ingår i släktet Dirhinus och familjen bredlårsteklar. Inga underarter finns listade i Catalogue of Life.